# الحصن والمعزب (مناخة)

تعديل مصدري - تعديل

الحصن والمعزب هي إحدى قرى عزلة بني إسماعيل بمديرية مناخة التابعة لمحافظة صنعاء، بلغ تعداد سكانها 61 نسمة حسب تعداد اليمن لعام 2004.